# Nederlandse Esperanto-Jongeren
De Nederlandse Esperanto-Jongeren (NEJ; in Esperanto Nederlanda Esperanto-Junularo) is de Nederlandse afdeling van de internationale Esperanto-jongerenorganisatie TEJO (Tutmonda Esperantista Junulara Organizo).
De vereniging is opgericht op 9 januari 1965.
De doelen van de vereniging zijn, volgens haar statuten:
- het Esperanto te verbreiden, in het bijzonder onder jongeren in Nederland
- jongeren in Nederland bewust te maken van het talenprobleem in de wereld

NEJ organiseert elk jaar in het najaar rond Halloween een weekend-lange internationale bijeenkomst, de Klaĉ-Kunveno Post-Somera (Nazomerse Roddelbijeenkomst).